# Anfión (hijo de Yaso)
En la mitología griega Anfión (Ἀμφίων) es hijo del rey Yaso de Orcómeno, nieto de Perséfone (sic.) y bisnieto de Minias. Sus dos hijas, Cloris y Filómaca, casaron con los hermanos Neleo y Pelias, respectivamente. Este Anfión es un personaje oscuro, y de quien se dice que fue rey de los minios de Orcómeno, en Beocia. Existe una cierta tendencia a confundir a este Anfión con otro Anfión, hijo de Zeus y Antíope, pero lo cierto es que es un personaje antiguo, citado tanto por Homero como por Hesíodo.